# Prosumer

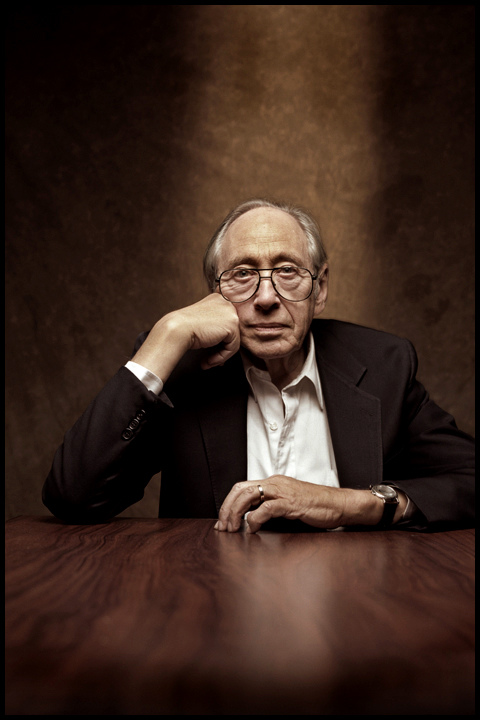
Alvin Toffler, coniatore del termine prosumer.

Un prosumer o prosumatore è una persona che al tempo stesso è consumatore e produttore di un bene o un servizio. La pratica di essere insieme produttori e consumatori è definita prosumerismo.
Il termine è un composito formato dalle parole inglesi producer (produttore) e consumer (consumatore), talvolta considerato come professional consumer, ovvero un individuo che produce ricchezza incrementandola.

## Tipi di prosumatori
È stata individuata una tipizzazione attraverso la competenza che i soggetti mettono in gioco, utile a identificare il significato, concreto e simbolico, che i soggetti attribuiscono al loro agire. Le quattro macro-aree sono:
- maker (creatore): coloro che nel processo di produzione-consumo enfatizzano il fare. Un soggetto o gruppo realizza prodotti con lo scopo di commercializzarli.
- fixer (aggiustatore): coloro che nel processo di produzione-consumo enfatizzano il riparare. Coloro che invece di creare nuovi oggetti, si specializzano nel riparare, hackerare o perfezionare determinati prodotti già esistenti.
- sharer (condivisore): coloro che nel processo di produzione-consumo enfatizzano il ruolo della condivisione. Questa categoria vuole porre l'enfasi sulle opportunità offerte dall'economia collaborativa, in cui la condivisione diviene l'elemento generatore di valore.
- tester (collaudatore): coloro che nel processo di produzione-consumo enfatizzano il testare e valutare. Sono coloro che nelle attività esperimentano e recensiscono prodotti o servizi, rappresentanti di quella che viene definita "l'economia reputazione": in una logica tradizionale sono quelli che venivano definiti primi adattatori.

Questi quattro idealtipi possono essere considerati come ibridi intraspecifici, cioè non sono esclusi l'uno dall'altro, quanto piuttosto interconnessi. Il processo di prosumerismo enfatizza un'azione rispetto a un'altra.

## Storia
La fusione dei ruoli di produttore e consumatore affonda le sue radici nei movimenti cooperativi di auto-aiuto nati durante le varie crisi economiche.
Nel 1972, Marshall McLuhan e Barrington Levitt suggerirono che, con le tecnologie elettriche, il consumatore potesse diventare anche produttore.
Il termine prosumer fu coniato ufficialmente nel 1980 dal libro La terza ondata dal futurista americano Alvin Toffler, che già nel 1970 aveva suggerito una possibile fusione dei ruoli di produttore e consumatore, e fu ampiamente utilizzato da molti scrittori dell'epoca. La nascita della figura del prosumer fu resa possibile dalle scoperte tecnologiche e dalla crescita della partecipazione degli utenti, che resero indistinto il confine tra attività di produzione e consumo. Da allora, il termine è stato usato anche in riferimento agli utilizzatori della produzione paritaria.
Toffler immaginò che la produzione di massa di prodotti standardizzati avrebbe soddisfatto i bisogni di base dei consumatori, saturando il mercato nel processo. Per continuare a generare profitti, le aziende avrebbero avviato un processo di personalizzazione di massa, ovvero la produzione di massa di prodotti altamente personalizzati; per poter raggiungere un alto livello di personalizzazione, i consumatori stessi avrebbero dovuto partecipare al processo produttivo, soprattutto per specificare i requisiti a livello di design ed estetica. Secondo Lorimer, tale processo è simile alla relazione che si crea tra professionisti come gli architetti e i loro committenti benestanti, sebbene questi ultimi non siano solitamente i soli consumatori del bene creato, o perfino i consumatori primari.
Analizzando il prosumer dal punto di vista economico, nel 1986 Philip Kotler anticipò la sfida che avrebbe costituito per il marketing. Egli ipotizzò che i consumatori avrebbero chiesto di avere un ruolo maggiore nel personalizzare i beni e servizi di cui avrebbero usufruito, e descrisse diverse forze che avrebbero potuto favorire le attività di produzione e stili di vita più sostenibili. Le riflessioni di Kotler vennero riprese da Tomasz Szymusiak nel 2013 e nel 2015.
Don Tapscott elaborò ulteriormente il concetto nel 1995 parlando di prosumption, ovvero l'atto di consumare e produrre. In seguito, insieme ad Anthony D. Williams, George Ritzer e Nathan Jurgenson, egli osservò inoltre che la prosumption era diventata una caratteristica saliente del web 2.0. DA APPROFONDIRE
Nel 1999, il Cluetrain Manifesto afferma che "i mercati sono conversazioni" intendendo che con la rivoluzione digitale si assiste all'evoluzione da consumatore passivo a prosumer attivo all'interno del contesto della new economy. Per esempio, Amazon si è affermata come azienda protagonista nel commercio elettronico che grazie alla sua abilità di costruire legami con i clienti attraverso il dialogo piuttosto che contando sulla vendita del singolo prodotto. Amazon supporta la collaborazione informativa fra i clienti e offre spazio per contribuire al suo sito nella forma di recensioni dei prodotti acquistati attraverso commenti scritti e una scala di valori che va da 1 a 5 stelle.
Nel 2006, Toffler ampliò le sue idee al XXI secolo. Egli osservò come il concetto e la realtà del prosumer si fossero affermate su scala mondiale, e stessero avendo un impatto globale. Degna di nota è la popolarità di Toffler in Cina dove, secondo quest'ultimo, The Third Wave è il secondo libro più venduto di tutti i tempi dopo l'opera di Mao Zedong.
2009 Il termine professional consumer è di coniatura recente, e sta acquisendo rilevanza particolare nell'economia del consumo.
Nel 2015, Chih-Chin Chen ha collegato la cultura prosumer al concetto della McDonaldizzazione teorizzata dal sociologo George Ritzer. Il modello di business di McDonald's delega ai consumatori alcune mansioni tradizionalmente svolte dal ristoratore, come ripulire il proprio tavolo a fine pasto, e in tal modo ottiene un servizio senza dover corrispondere un salario.
Nel 2020, le ricerche di Bodo Lang identificarono il prosumer come un "individuo che consuma e produce valore per il consumo sia proprio che altrui, e può ricevere incentivi impliciti o espliciti dalle organizzazioni coinvolte nello scambio." Lang identificò inoltre sei tipi di prosumer: fai-da-te, self-service, personalizzante, collaborativo, monetizzante ed economico. Nello stesso anno, Mike Ryder analizzò la natura e l'ascesa del "prosumer robotico" derivato dalla tecnologia moderna e dalla cultura di partecipazione, entrambi concetti già espressi dalla letteratura fantascientifica.
Online e nel mondo digitale, prosumer si riferisce prevalentemente a venditori individuali online, i quali non solo consumano prodotti, ma sono anche in grado di produrne di propri.
La figura del prosumer si è diffusa rapidamente nel XXI secolo grazie alla disponibilità di nuove tecnologie, in particolare quelle del web 2.0. Dal punto di vista industriale, essa è spesso associata alla produzione su larga scala di beni o servizi su misura.

## Contesti
In ambito economico, il prosumer è un individuo fortemente indipendente dall'economia principale. Dal punto di vista commerciale esso viene trattato come un preciso segmento di mercato, mentre per il marketing si tratta di un utente che, svincolandosi dal classico ruolo passivo, assume un ruolo attivo nel processo che coinvolge le fasi di creazione, produzione, distribuzione e consumo. Talvolta, egli fornisce gratuitamente contenuti che possono essere sfruttati dall'azienda.
Nell'ambito dell'energia rinnovabile, i prosumer sono organizzazioni o abitazioni che occasionalmente producono combustibile o energia in eccesso e li reimmettono nella rete distributiva locale o nazionale o nel libero mercato; tuttavia, nel caso il loro bisogno energetico ecceda l'energia o il combustibile prodotti, i prosumer consumano energia o combustibile dalla rete distributiva. Così facendo essi riducono le spese per comprare energia, ma anche l'inquinamento per trasportarla e stoccarla. Ciò è solitamente fatto da abitazioni tramite pannelli fotovoltaici; esse possono inoltre immagazzinare energia per aumentare la propria autonomia energetica. Se tutti gli individui diventassero prosumer, alcuni pensano che si potrebbe arrestare il fenomeno di riscaldamento globale.
Lo stesso principio si applica ad aziende che producono biogas e lo immettono in una rete, utilizzando all'occorrenza gas da quella stessa rete; il progetto Nobel Grid dell'Unione Europea, parte del programma di ricerca e innovazione Horizon 2020, usa il termine in questo senso.
La figura del prosumer è assai diffusa nel contesto della sharing economy, dove gli individui sono spesso sia fornitori che consumatori di beni e servizi.
Un'ulteriore accezione del termine si trova nel campo della fotografia, del video e della registrazione hi-fi, in cui si riferisce a prodotti in una fascia intermedia tra i modelli professionali e quelli amatoriali.Dalla pagina in italiano, senza fonte
Nonostante le premesse, la personalizzazione di massa non ha ancora preso piede in molti settori del commercio. La maggior parte dei consumi continua ad essere passiva, come sostenuto dai critici della televisione, delle case discografiche, e dei fast food.
Applicato all’ambito dei videogiochi, il modello del prosumer chiama in causa gli appassionati capaci di produrre videogiochi: spesso si ha a che fare con l’intervento creativo di non professionisti. Una caratteristica essenziale del videogioco è il coinvolgimento performativo del giocatore (il prosumer qui diventa, quindi, performer). Il videogioco non è solo una narrazione, non è solo uno spettacolo, non è solo una configurazione multimediale, bensì è una narrazione che diventa spettacolo mediante l’intervento attivo del performer. Rispetto agli altri ambiti lavorativi, per i videogiochi si mostra qualcosa di radicalmente diverso. Dal punto di vista soggettivo, il prosumer non è un artista, uno scrittore o un fotografo. Essere prosumer in quei campi non implica il raggiungimento di notorietà o successo economico (il romanziere prosumer non pubblicherà con una major), al contrario, qualunque performer è nelle stesse condizioni degli altri personaggi “leggendari” dell’ambito del videogioco. Sebbene senza introiti milionari, ogni performer potenzialmente è una star.

### Wikipedia e il ruolo del prosumer
Avvengono migliaia di collaborazioni tra utenti spontanee, senza retribuzione che producono, aggiornano e controllano i materiali all'interno di Wikipedia, essa viene definita come User Generated Content di portata mondiale. Sono presenti alcune linee di condotta generale, principi che gli utenti devono rispettare sempre, e che consistono nella trasparenza, nella verificabilità delle fonti e nella possibilità del red flagging (denuncia della non-attendibilità di un’informazione). Il concetto di base è: la qualità dell’informazione trasmessa e diffusa tramite questa piattaforma è garantita dal prosumer stesso, ovvero dall’apporto umano e dallo spirito collaborativo. Le persone della comunità digitale cooperano e crescono insieme. Il prosumer non è solamente parte attiva all’interno di un processo infinito, ne è la condizione prima e la spina dorsale. Egli riesce a mantenere un progetto in vita con lo scopo di garantire una informazione di tipo libero, fruibile e senza restrizioni al fine di essere un bene comune per tutti.

### Non-corporate producer and consumer
Una specifica definizione di prosumer sta emergendo soprattutto all'interno dei gruppi di attivisti e nei movimenti dal basso. I ruoli di produttore e consumatore si integrano per escludere (o almeno ridurre) la produzione delle multinazionali. Piuttosto che generare profitti crescenti contribuendo alla produzione di merci a valore aggiunto, i prosumatori mirano a ridurre gli input utili all'accrescimento del valore derivante dai loro acquisti e suggerimenti.Dalla pagina in italiano, senza fonte
Diverse tendenze e movimenti esterni all'economia mainstream hanno adottato il concetto di prosumer nella loro terminologia e nelle loro tecniche. Tra queste troviamo:
- l'approccio fai-da-te come mezzo di autosufficienza economica, o semplicemente come modalità di sopravvivenza con un reddito basso;
- il movimento dei software open source;
- il movimento Fablab, che promuove le capacità di auto-fabbricazione delle nuove tecnologie come la stampa 3D;
- Il movimento della semplicità volontaria, che persegue obiettivi personali, sociali e ambientali attraverso attività di prosumer quali coltivare il proprio cibo, riparare vestiti o elettrodomestici piuttosto che comprarne di nuovi, suonare piuttosto che ascoltare musica registrata;
- l'uso di nuove tecnologie per la creazione e condivisione di contenuti con lo scopo di sostenere culture e media indipendenti, no-profit, aperti e "consumer-to-consumer";
- reti di baratto autosufficienti, soprattutto in Paesi in via di sviluppo;
- creatori di contenuti autonomi su piattaforme online.[36]

### Prosumer e processo di prosumerismo
Il processo di prosumerismo e il ruolo del prosumer sono fenomeni che grazie all'avvento dell'economia contemporanea hanno raggiunto più importanza rispetto al passato. Il prosumerismo in sé si può considerare come un fenomeno originario, a cui le persone hanno sempre preso parte fin dalle comunità di cacciatori e raccoglitori, ma oggi il fenomeno si ripropone sotto una veste molto diversa, sostenuta dalle nuove tecnologie e dall'avvento di internet. Gli sviluppi in questo senso sono piuttosto recenti e in continua evoluzione, ma non per questo meno importanti. Il sito di vendite online Amazon.com, ad esempio, è dominato da logiche di prosumerismo, particolarmente evidenti nelle attività che riguardano i processi di ordine e recensione dei prodotti.

## Critiche
Il capitalismo del prosumer ha ricevuto diverse critiche in quanto considerato una "nuova forma di sfruttamento di lavoro non pagato e fatto apparire come divertimento gamificato."
Piergiorgio Degli Espositi lo definisce come un fenomeno contraddittorio, in cui il prosumer ha l'impressione di muoversi in un libero mercato e non percepisce il rischio, o l'effettività, dell'essere sfruttato dal sistema capitalistico. Solleva inoltre dei dubbi sulla qualità della produzione del prosumer, sia a livello di materiali che a livello di manodopera.
Vi è una nuova forma di capitalismo considerabile come il capitalismo del prosumer che oltre allo sfruttamento dei lavoratori mercificati a basso reddito , accentua lo sfruttamento dei prosumer, in gran parte non mercificati, che raramente vengono retribuiti per il lavoro che fanno. Questo fa ipotizzare la nascita di un nuovo mondo basato sul lavoro del prosumer, con i relativi problemi gestionali e delle persone.